# Fucecchio
Fucecchio ist eine italienische Gemeinde mit 22.869 Einwohnern (Stand 31. Dezember 2023) in der Metropolitanstadt Florenz in der Region Toskana.

## Geographie

Lage von Fucecchio in der Metropolitanstadt Florenz

Fucecchio liegt etwa 40 km westlich der Provinz- und Regionalhauptstadt Florenz im unteren Arnotal, an der Grenze zu den Provinzen Pisa, Lucca und Pistoia. Mit Ausnahme des Ortsteils San Pierino liegt Fucecchio auf der rechten Arnoseite. Im Norden grenzt die Gemeinde an die Hügelkette der Cerbaie (Riserva naturale Montefalcone) und den Padule di Fucecchio, der das Arnotal mit dem Valdinievole verbindet. Das nach der Gemeinde benannte Naturreservat Padule di Fucecchio, von dem jedoch der größte Teil auf dem Gebiet von Ponte Buggianese liegt, ist das größte interne Sumpfgebiet Italiens.
Zur Fucecchio gehören die Ortsteile (frazioni) Le Vedute, Massarella, Pinete, Ponte a Cappiano, Querce, San Pierino und Torre. 
Die Nachbargemeinden sind Altopascio (LU), Castelfranco di Sotto (PI), Cerreto Guidi, Chiesina Uzzanese (PT), Larciano (PT), Ponte Buggianese (PT), San Miniato (PI) und Santa Croce sull’Arno (PI).

## Geschichte
Der im Jahre 1027 zum ersten Mal bezeugte Name des Ortes leitet sich wahrscheinlich vom lateinischen ficetulum (Ort mit Feigenbäumen) ab. 
Die Grafen Cadolingi aus Pistoia errichteten zu dieser Zeit eine Burg, das Castello di Salamarzana (oder Salamarthana), und die Ansiedlung Borgonuovo am Arno, an der Stelle, wo die Via Francigena den Fluss überquerte. Nach dem Aussterben der Cadolingi (1113) lag Fucecchio im Zentrum der Streitereien zwischen Florenz, Pisa und anderen Adelshäusern. Ende des 12. Jahrhunderts wurde der Ort freie Kommune und blieb unter der Herrschaft von Lucca bis zum Anschluss an Florenz im Jahre 1330. Zu dieser Zeit entstand auf der alten Burg eine neue Befestigung, deren Reste heute noch auf einem Hügel erkennbar sind. Die heutige Bebauung des Ortskerns stammt zum Teil aus dem 16.–17. Jahrhundert.
Während des Zweiten Weltkrieges wurde der Ort, vor allem die Burg, schwer geschädigt. Im benachbarten Sumpfgebiet fand am 23. August 1944 das Massaker am Padule di Fucecchio, bei dem Angehörige der deutschen 26. Panzerdivision 174 Zivilisten töteten.

## Wirtschaft
Die Wirtschaft von Fucecchio basierte traditionell auf Landwirtschaft, Handel und einigen handwerklichen Betrieben (Textilien, Strohhüte, Färbereien, Ziegelbrennereien). Im Laufe des 19. Jahrhunderts siedelten sich auch viele Gerberei- und Lederverarbeitungsbetriebe an, der Ort gehört zum toskanischen Lederindustriezentrum comprensorio del cuoio.

## Kultur und Sehenswürdigkeiten

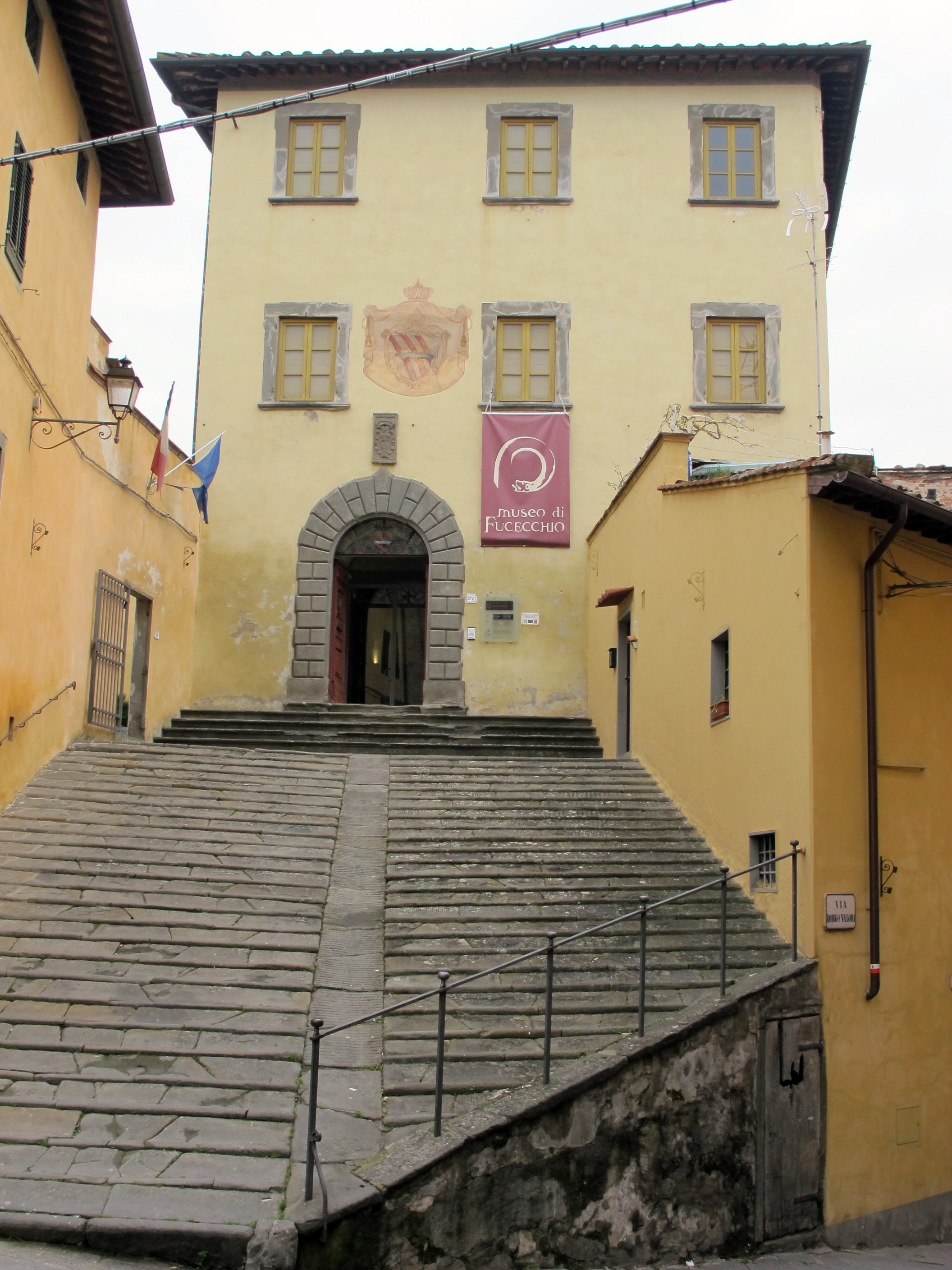
Villa Corsini (Museum)

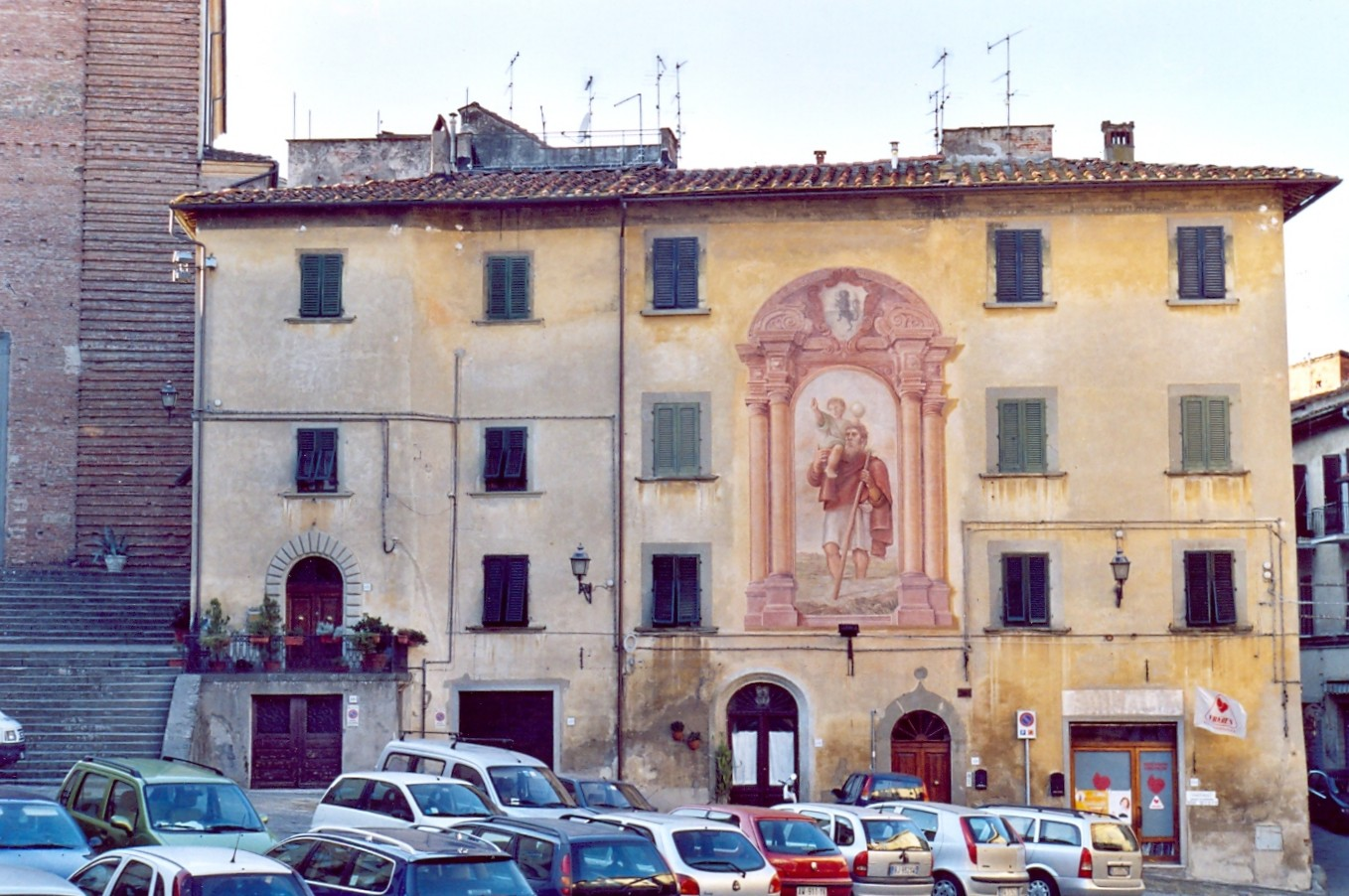
Haus an der Piazza Vittorio Veneto

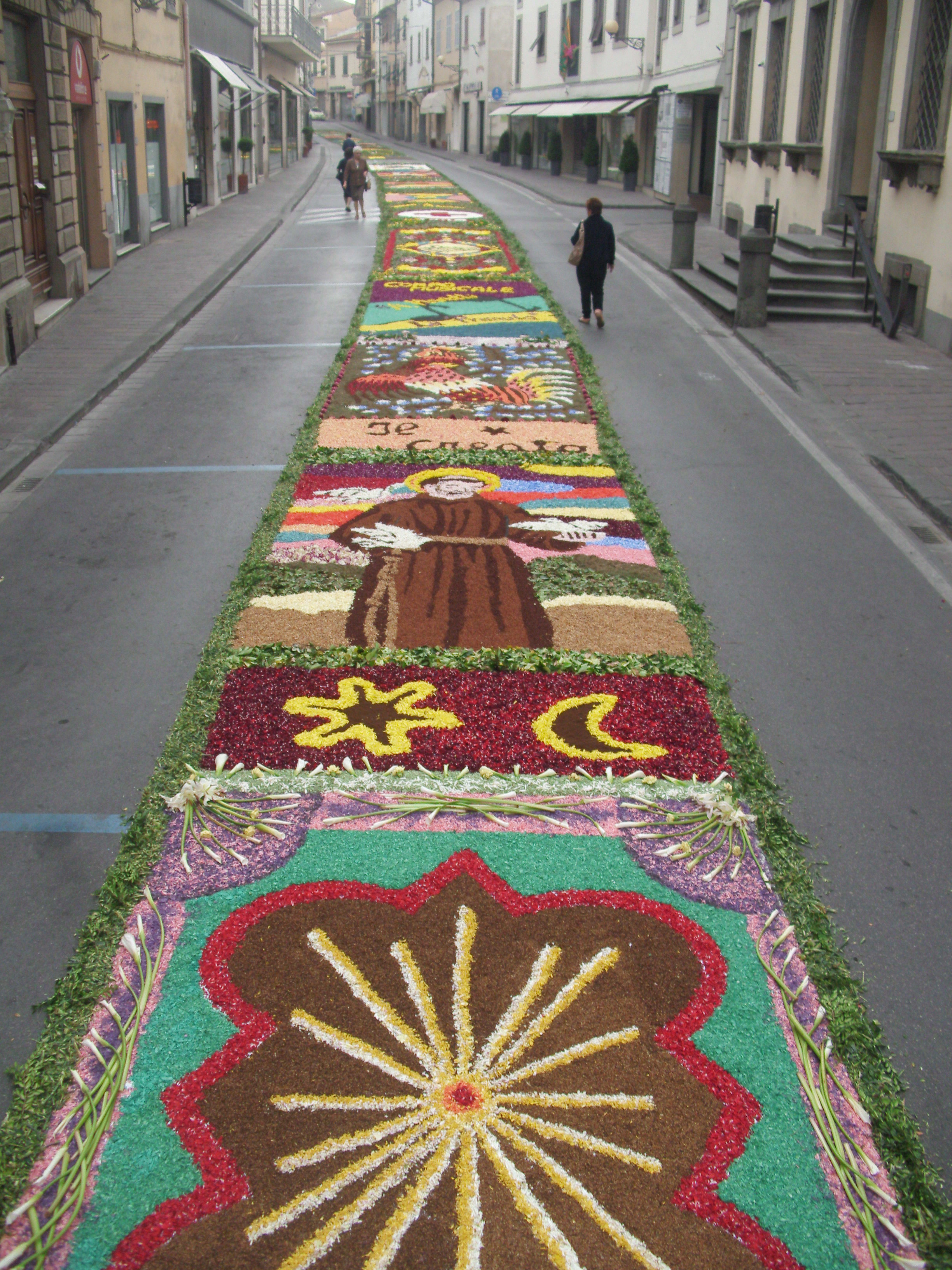
Infiorata, Blumenteppich

- Villa Corsini – Das Gebäude beherbergt das städtische Museum mit naturkundlichen und archäologischen Sammlungen, sowie Kunstwerken, die zum Teil aus der Kollegiatkirche stammen.
- Der Palazzo del Podestà an der Piazza Vittorio Veneto stammt aus dem 14. Jahrhundert.

### Kirchen
- Collegiata di San Giovanni Battista – Die einschiffige Kollegiatkirche im Stadtzentrum ist seit dem Ende des 11. Jahrhunderts bezeugt. Zu Ende des 18. Jahrhunderts wurde sie in klassizistischem Stil umgebaut und mit der heute vorhandenen, unvollendeten Fassade versehen.
- Abbazia di San Salvatore Die Abtei liegt neben der Collegiata di San Giovanni Battista. Der Ursprung liegt in einer Abtei, die von der Familie Cadolingi Ende des 10. Jahrhunderts als Benediktinerkloster gegründet worden war. Im Jahre 1068 kam sie an Giovanni Gualberto, Gründer des Vallombrosanerordens, und wurde zu Beginn des 12. Jahrhunderts an der heutigen Stelle neu errichtet. Heute gehört die Abtei zum Klarissenorden.
- Oratorio della Madonna della Ferruzza (15. Jahrhundert)
- Chiesa di Santa Maria delle Vedute – Barocke Kirche mit einem Kuppelfresko von Francesco Salvetti.

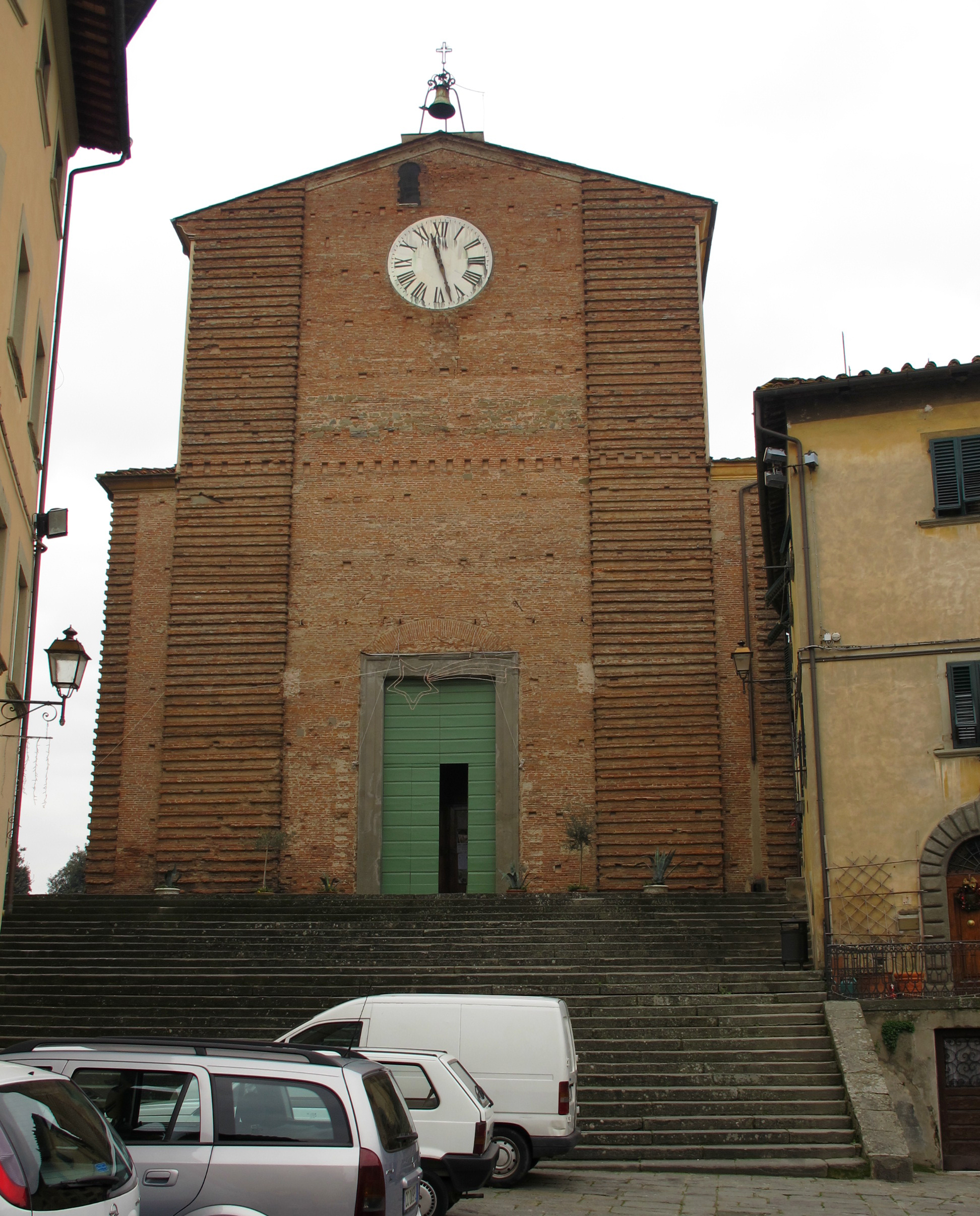
Kollegiatkirche San Giovanni Battista
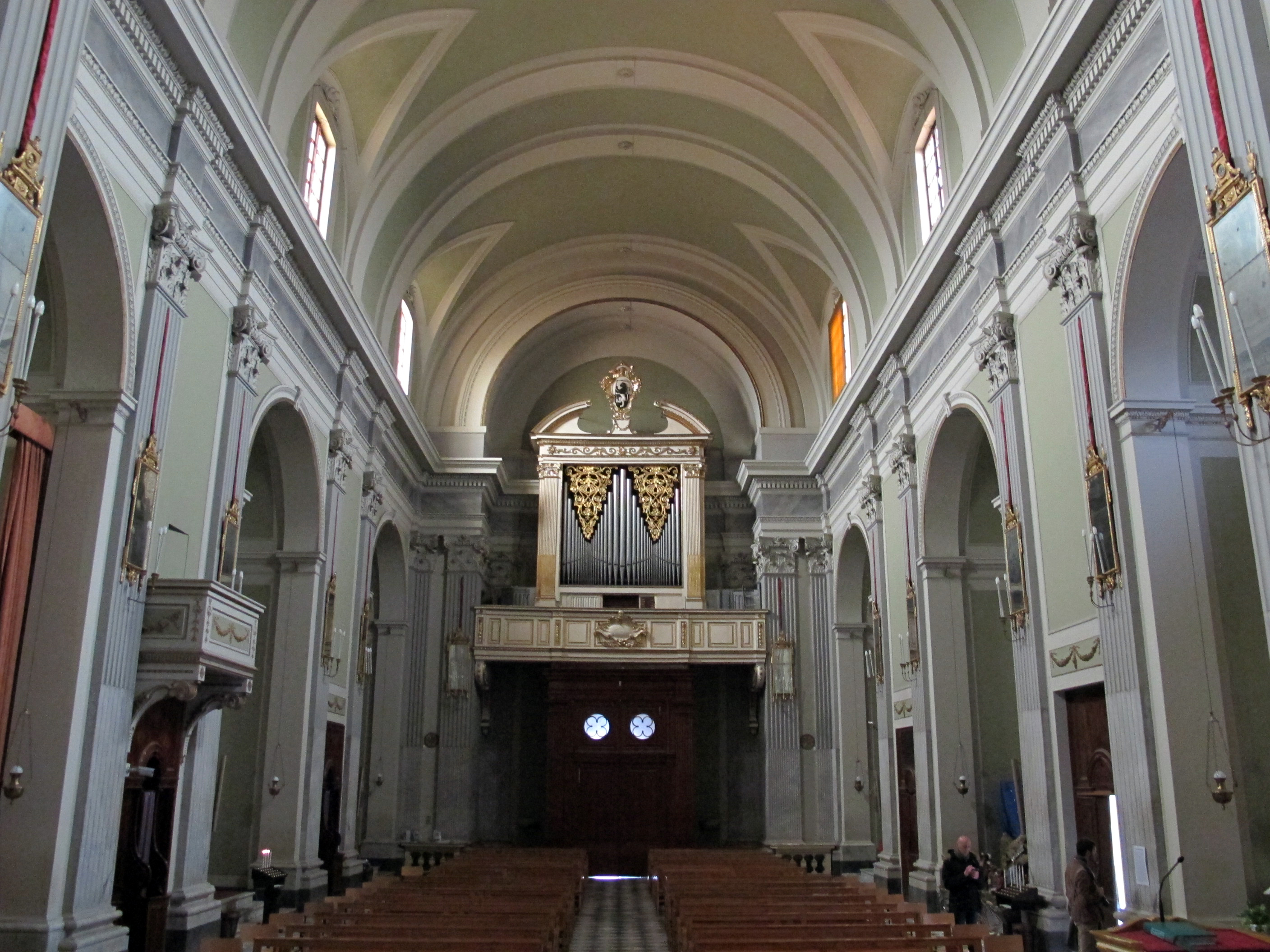
Blick zur Orgel der Kollegiatkirche
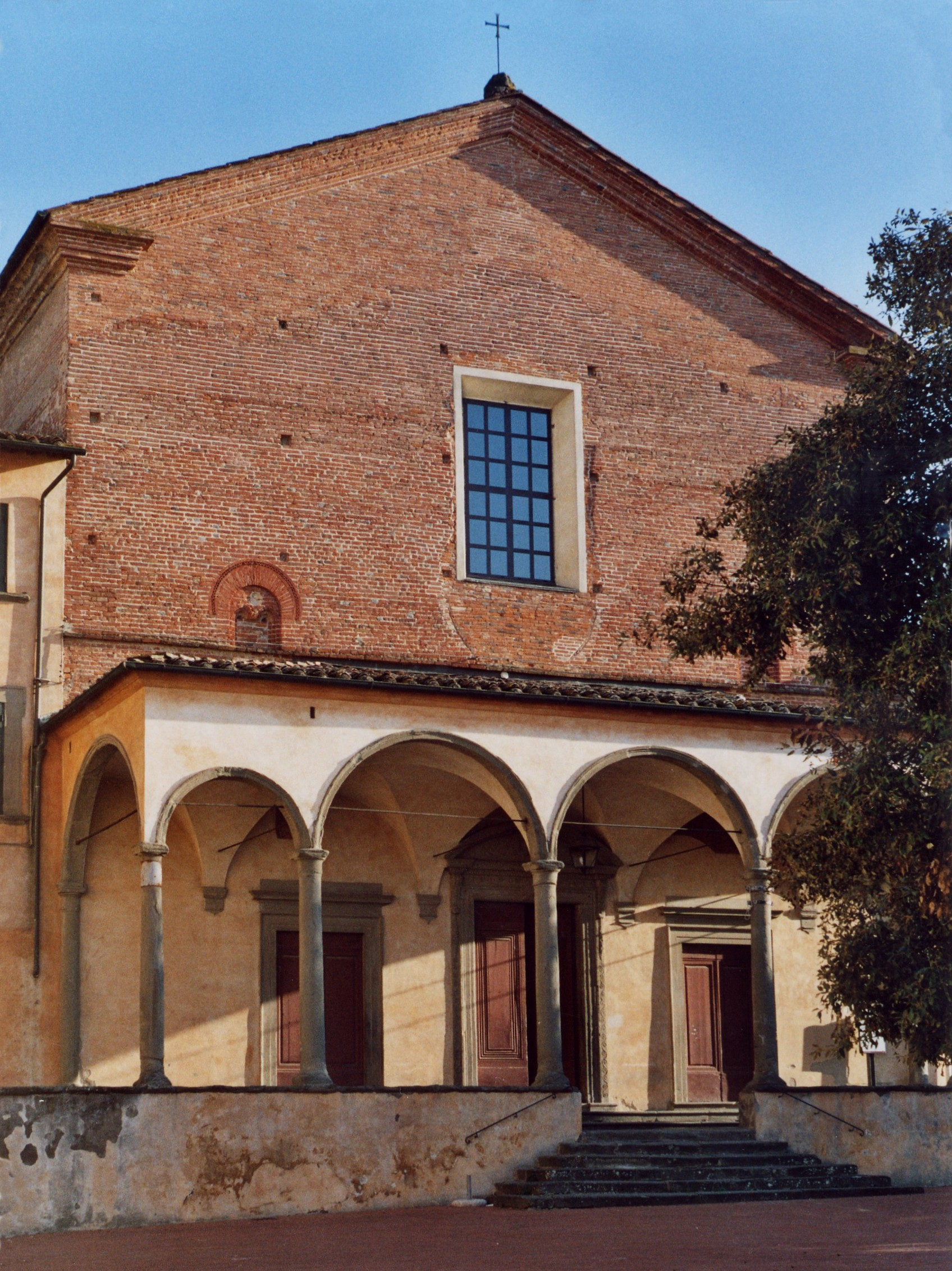
Abbazia di San Salvatore
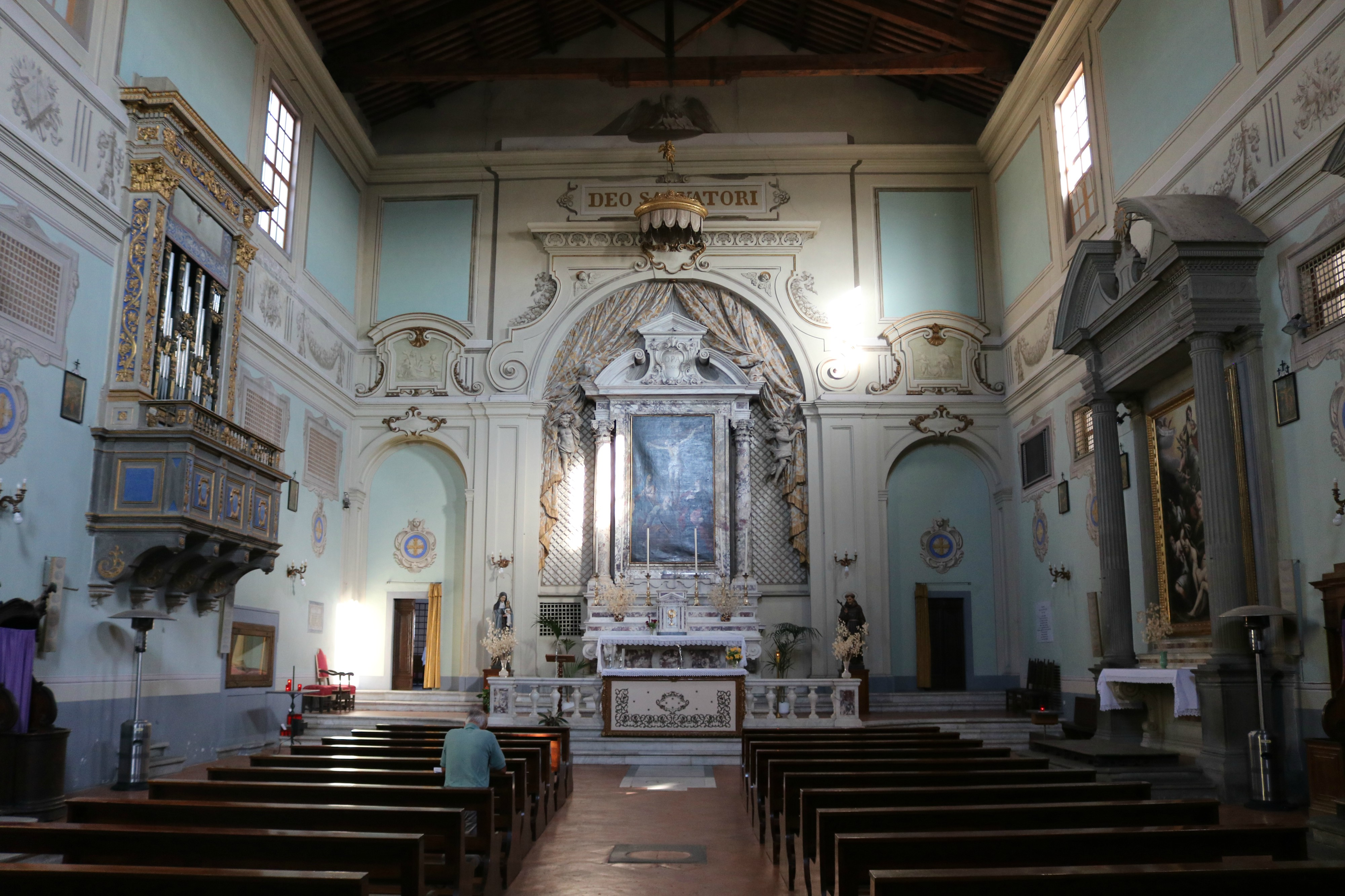
Blick zum Altar der Abbazia
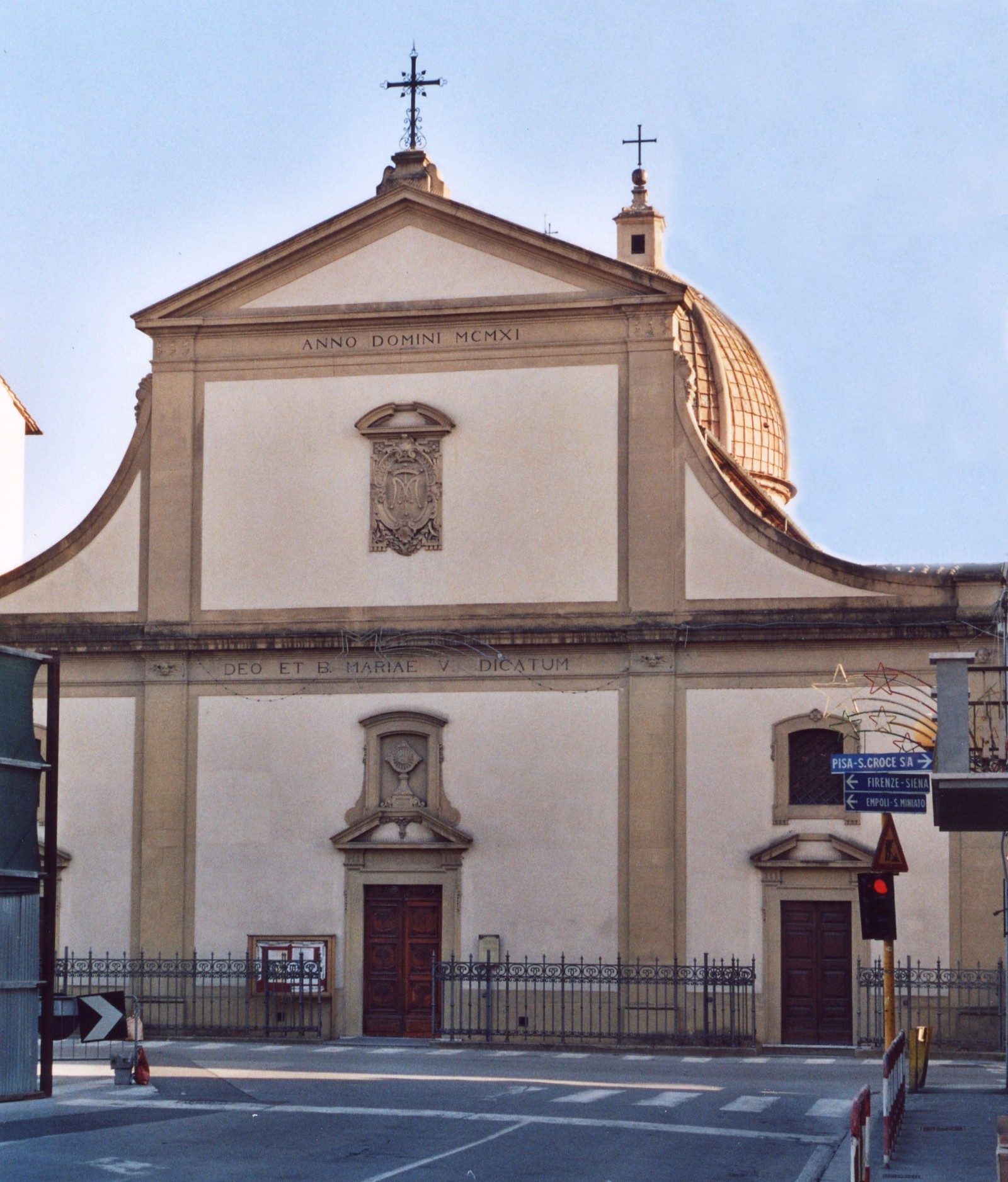
Santa Maria delle Vedute

### Regelmäßige Veranstaltungen
- Palio di Fucecchio – Das Pferderennen ist ein Wettbewerb zwischen 12 Ortsteilen (Contraden) von Fucecchio. Es findet am vorletzten Sonntag im Mai statt.
- In Fucecchio findet zu Fronleichnam eine Infiorata statt, das Legen von Blumenteppichbildern.
- Marea Festival – Rockfestival (Juni – Juli)

## Söhne und Töchter der Gemeinde
- Arturo Checchi (1886–1971), Maler
- Indro Montanelli (1909–2001), Journalist und Schriftsteller
- Secondo Magni (1912–1997), Radrennfahrer
- Alessandro Lambruschini (* 1965), Leichtathlet
- Andrea Tafi (* 1966), Radrennfahrer
- Massimiliano Alvini (* 1970), Fußballtrainer